# فریزر کلارک هستون
فریزر کلارک هستون (انگلیسی: Fraser Clarke Heston؛ زادهٔ ۱۲ فوریهٔ ۱۹۵۵) یک فیلم‌نامه‌نویس، کارگردان، و تهیه‌کننده اهل ایالات متحده آمریکا است.
از فیلم‌ها یا برنامه‌های تلویزیونی که وی در آن نقش داشته است می‌توان به ده فرمان اشاره کرد.